# Ескадрила
Ескадрилата (на френски: escadrille; умалително от escadre – ескадра) е вид военно формирование във военната авиация и в някои войски.
Тя е основно тактическо подразделение или част (напр. отделна ескадрила) във
военновъздушните сили, армейската авиация в СВ и морската авиация във ВМС, както и в зенитно-ракетните и ракетните войски.

## Състав
Ескадрилата разполага с 8 – 30 летателни апарата (в зависимост от вида и модела им, обикновено еднотипни) – пилотирани (самолети, вертолети) и безпилотни (ракети, дронове).
В авиацията ескадрилата се състои структурно от няколко звенa или отряда. В ескадрили със средни и тежки самолети заради по-сложното обслужване има по-голям технически и летателен личен състав; техните подраздерения се наричат отряди.
В някои от големите страни в ескадрили са обединени ракетни и зенитно-ракетни подразделения, като подразделения с балистични ракети във ВС на САЩ, Франция, Германия, Италия Например крилото междуконтинентални балистични ракети (МБР) във ВС на САЩ се състои от 3-4 ескадрили, всяка от които има по 50 пускови установки (ПУ).

## Видове
Според предназначението им ескадрилите във въоръжените сили на САЩ биват:
- изтребителни ескадрили (fighter squadron);
- бомбардировъчни ескадрили (bomb squadron);
- ракетни ескадрили (missile squadron).[3]

Според вида на летателните им апарати ескадрилите във ВС на СССР и Русия биват:
- със самолети – авиационни ескадрили или авиоескадрили (съкращавано като аэ);
- с вертолети – вертолетни ескадрили (вэ).